# مارجی کینسکی
مارجی کینسکی (ایتالیایی: Margie Kinsky؛ زادهٔ ۱۷ ژانویهٔ ۱۹۵۸) بازیگر ایتالیایی-آلمانی که در کشور آلمان فعالیت دارد. وی از اقوام وزیر سابق امور خارجه جمهوری چک کارل شوارتسنبرک و از نوادگان برتا سوتنر است. او در رم به یک مدرسهٔ بین‌المللی آلمانی‌زبان رفت و پس از پایان دوران دبیرستان به آلمان نقل مکان کرد و در دانشگاه بن در رشتهٔ زبان‌های رومی تحصیل کرد. وی در سال ۱۹۸۳ با بیل ماکریج ازدواج کرد که حاصل آن ۶ فرزند است که همگی چون پدر و مادر، هنرمند هستند.
از فیلم‌ها یا مجموعه‌های تلویزیونی که وی در آن‌ها نقش داشته است، می‌توان به خیابان لیندن اشاره نمود.